# Narayan Khola
Narayan Khola (en népalais : नारायणखोला) est un comité de développement villageois du Népal situé dans le district de Sarlahi. Au recensement de 2011, il comptait 4 311 habitants.